# Eleição municipal de Japeri em 2016
A eleição municipal de Japeri em 2016 foi realizada para eleger um prefeito, um vice-prefeito e 11 vereadores no município de Japeri, no estado brasileiro de Rio de Janeiro. Foram eleitos) e  para os cargos de prefeito(a) e vice-prefeito(a), respectivamente. Seguindo a Constituição, os candidatos são eleitos para um mandato de quatro anos a se iniciar em 1º de janeiro de 2017. A decisão para os cargos da administração municipal, segundo o Tribunal Superior Eleitoral, contou com 73 471 eleitores aptos e 13 675 abstenções, de forma que 18.61% do eleitorado não compareceu às urnas naquele turno.

## Antecedentes
Japeri é uma cidade consideravelmente recente, sendo inaugurada em Junho de 1991. Emancipou-se através de um plebiscito e, desde então, o município ainda lida com dificuldades frente sua autonomia política. Crescimento desordenado é apontado como um dos principais problemas os quais os políticos foram incapazes de resolver, com especificidade em problemas com trânsito e transporte, água e saneamento, moradia e educação. Moradores apontam forte inércia para com interesse público e uma corrupção exacerbada como principais causas de tal problema.

## Campanha
A "corrida ao cargo" possuiu poucos candidatos com real destaque, visto que a final diferença na porcentagem de votos entre André Ceciliano (segundo colocado) e André Luis de Oliveira Cristino (terceiro colocado) foi de 37%. Os dois candidatos de maior relevância Carlos Moraes Costa (PP) e André Ceciliano (PT) tiveram diferença mísera de 1.13% de votos, no caso, 611 votos.
Carlos Moraes é um político antigo da região, já tendo sido eleito à prefeitura de cidade outras duas vezes, uma em 1992 e outra em 2000. Entre suas propostas estão a modernização da gestão, a atração de empresas para a cidade e o maior investimento em saúde pública, porém, sua candidatura chegou ameaçada pela Justiça, já que ele acumula condenações por atos de improbidade administrativa praticados em seus mandatos anteriores, tendo chegado ao ponto do ministério público exigir o fim da campanha, o que não ocorreu. Já André Ceciliano é deputado estadual do Rio de Janeiro, já foi prefeito do município de Paracambi e concorria a prefeitura de Japeri pela terceira vez consecutiva.

## Resultados

### Eleição municipal de Japeri em 2016 para Prefeito
A eleição para prefeito contou com 8 candidatos em 2016: José Alves do Espirito Santo do Partido da Social Democracia Brasileira, André Ceciliano do Partido dos Trabalhadores, Jonas Aguiar da Cruz do Partido Social Cristão, Carlos Moraes Costa do Progressistas, Emerson Moises Costa do Partido Socialismo e Liberdade, Carlos Antonio de Lima do Democratas (Brasil), Marcos Paulo Alves de Almeida do Rede Sustentabilidade, Andre Luis de Oliveira Cristino do Partido Republicano Progressista (1989) que obtiveram, respectivamente, 0, 23 252, 2 128, 23 863, 277, 413, 861, 3 235 votos. O Tribunal Superior Eleitoral também contabilizou 18.61% de abstenções nesse turno.
| Candidato(a)                          | Vice                              | Coligação                                        | Votos recebidos | Percentual |
| ------------------------------------- | --------------------------------- | ------------------------------------------------ | --------------- | ---------- |
| Carlos Moraes Costa (PP)              | Cezar de Melo                     | Somos Todos Japeri                               | 23863           | 44.17%     |
| André Ceciliano (PT)                  | Carlos Jesus Ontiveros Guardia    | É Hora de Mudar                                  | 23252           | 43.04%     |
| Andre Luis de Oliveira Cristino (PRP) | Adriano de Farias                 | Partido Republicano Progressista (sem coligação) | 3235            | 5.99%      |
| Jonas Aguiar da Cruz (PSC)            | Décio José Loureiro               | Rumo Novo Com a Força do Povo                    | 2128            | 3.94%      |
| Marcos Paulo Alves de Almeida (REDE)  | Luan Macedo de Oliveira           | Rede Sustentabilidade (sem coligação)            | 861             | 1.59%      |
| Carlos Antonio de Lima (DEM)          | Glaci de Cassia Souza Van Straten | Democratas (sem coligação)                       | 413             | 0.76%      |
| Emerson Moises Costa (PSOL)           | Edilson Euzebio dos Santos        | Partido Socialismo e Liberdade (sem coligação)   | 277             | 0.51%      |
| José Alves do Espirito Santo (PSDB)   | Reginaldo de Souza Leão           | Competência para Avançar                         | 0               | 0%         |

### Eleição municipal de Japeri em 2016 para Vereador
Na decisão para o cargo de vereador na eleição municipal de 2016, foram eleitos 11 vereadores com um total de 56 081 votos válidos. O Tribunal Superior Eleitoral contabilizou 1 703 votos em branco e 2 012 votos nulos. De um total de 73 471 eleitores aptos, 13 675 (18.61%) não compareceram às urnas.
| Nome                                  | Partido político                         | Coligação                | Votos recebidos | Percentual |
| ------------------------------------- | ---------------------------------------- | ------------------------ | --------------- | ---------- |
| Wesley George de Oliveira             | Partido Progressista (PP)                | Juntos por Japeri        | 1501            | 2.68%      |
| Alex dos Santos Silva Gonçalves       | Partido Social Liberal (PSL)             | Mudar Para Avançar       | 1381            | 2.46%      |
| Helder Pedro Barros                   | Partido Social Liberal (PSL)             | Mudar Para Avançar       | 1224            | 2.18%      |
| Roberta Bailune Antunes               | Solidariedade (SD)                       | Japeri Melhor            | 1042            | 1.86%      |
| Ivan Carlos Silva dos Santos          | Democracia Cristã (DC)                   | Uma Nova Mudança         | 878             | 1.57%      |
| Marcio José Russo Guedes              | Partido Humanista da Solidariedade (PHS) | Japeri Melhor            | 809             | 1.44%      |
| Clesio Pedrosa Soares                 | Partido Social Liberal (PSL)             | Mudar Para Avançar       | 803             | 1.43%      |
| Charles Gonçalves Soares              | Partido Progressista (PP)                | Juntos por Japeri        | 787             | 1.4%       |
| Wendel Andrei de Lima Coelho          | Avante (AVANTE)                          | Unidos por Japeri Melhor | 729             | 1.3%       |
| Claudio Jose da Silva                 | Partido Progressista (PP)                | Juntos por Japeri        | 629             | 1.12%      |
| Oswaldo Henrique de Almeida Gonçalves | Movimento Democrático Brasileiro (MDB)   | Uma Nova Mudança         | 586             | 1.04%      |

## Análise
O município de Japeri é ainda consideravelmente jovem e pequeno. Com poucas candidaturas, teve corrida política com dois grandes polos, liderados por políticos antigos que já haviam concorrido ou até praticado mandatos na cidade. O histórico de corrupção, as dificuldades de organização da cidade em expansão e as consequências da recente crise econômica do país se mostram como desafio ao prefeito eleito Carlos Moraes que, com promessas audaciosas, se arrisca em seu terceiro mandato na cidade, ainda mais visto que sua vitória foi assegurada por pouco mais que 1% dos votos.
Outro ponto que merece atenção é o alto número de abstenções de voto, de 13.675 habitantes (18% da população do município). Tal número poderia apontar a grande insatisfação política ou descaso para com o cargo e resultado da eleição.